# اسقلبیوس

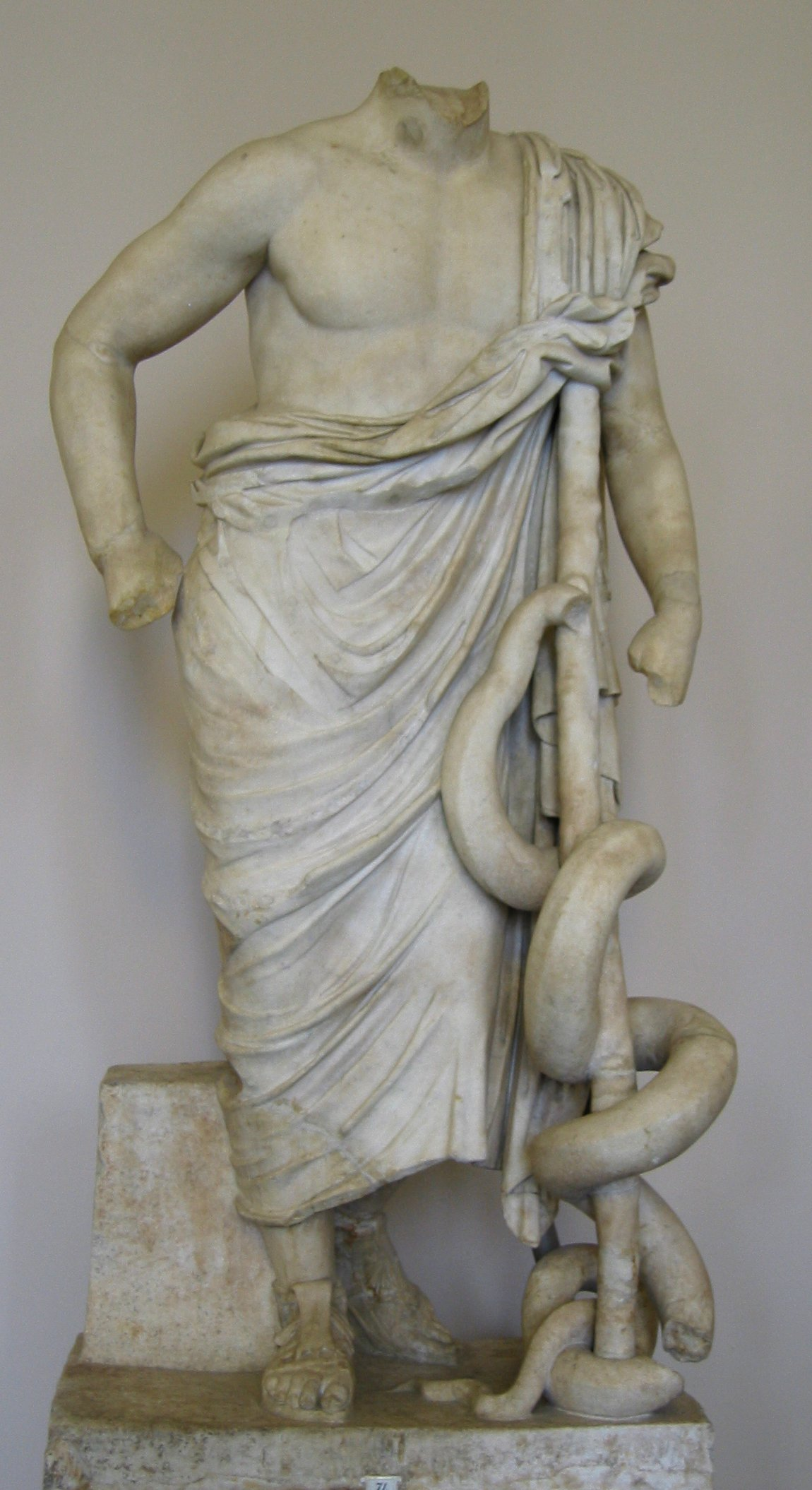
تندیس آسکلپیوس در موزه پرگامون برلین.

آسکِلِپیوس یا اَسقَلِبیوس اول (به یونانی Ἀσκληπιός، به لاتین: Aesculapius) ایزدگونه پزشکی و درمان در اساطیر یونان باستان بود.
آسکلپیوس نشانگر جنبه درمانی دانش پزشکی است؛ درحالیکه دخترانش هیگیه‌یا، مدیترینه و پاناسئا به ترتیب نمایانگر نیروهای بهداشت، پزشکی و درمان دردها هستند.
در اساطیر یونانی فرزند آپولن، او نه تنها بیماران را شفا می‌بخشید بلکه مردگان را نیز زنده  می‌کرد. پس از نجات هیپولیتوس از مرگ و قبول کردن پول از او، فلوطن خدای مردگان و جهنم، به زاوش (زئوس) شکایت برد؛ که اسقلبیوس به زودی مملکت مرا بی شهروند خواهد کرد و زئوس با زدن صاعقه‌ای بر او جان او را گرفت.
اسقلبیوس یکی از چهار پادشاهی است که مصاحب هرمس بودند و از او حکمت را آموختند و اسقلبیوس بیش از آنان حکمت آموخت و مشهورتر از ایشان شد و هرمس او را بر ربع معمور زمین ولایت داد و یونانیان پس از طوفان بر این ربع تسلط یافتند و چون هرمس به آسمان بر شد و خبر به اسقلبیوس رسید بسیار محزون و متأسف شد؛ از آنکه مردم زمین از برکت وجود و از علم او محروم شده بودند و بفرمود تا صورت وی را در هیکل عبادت خویش نقش کنند و آن صورت، حاکی از کمال وقار و عظمت بود. سپس تصویر وی را درحالتی که بسوی آسمان می‌رفت‚ مصور کردند و چون اسقلبیوس وارد هیکل می‌شد برابر صورت به تعظیم می‌نشست همچنانکه هرمس را آنگاه که در این جهان بود تعظیم می‌کرد‚ و پیوسته به همین روال بود تا درگذشت و گفته‌اند سبب پرستش بتان و خدا پنداشتن آن‌ها همین تعظیم اسقلبیوس صورت مزبور را بود و چون یونانیان پس از طوفان بر زمینی که اسقلبیوس پادشاه آن بود مستولی شدند و هیکل و صورت را در حالت جلوس هرمس بر کرسی و در حالت صعود به آسمان دیدند گمان بردند که آن صورت اسقلبیوس است و از داستان هرمس آگاه نبودند. پس اسقلبیوس را بزرگ داشتند و پنداشتند که او اول کس است که در حکمت علی الاطلاق سخن رانده و فراموش کردند که او نخستین کسی است که در سرزمین ایشان حکمت گفته نه در جای دیگر؛ و جالینوس در ذکر وی گوید:
بحث متقدمین یونان از اسقلبیوس بحثی است بزرگ و یونانیان متعلمین را بدو سوگند می‌دادند در ردیف سوگند به خدا و این از جهت تعظیم وی بود. بقراط در عهود خویش گوید:ای فرزندان! شما را به خالق موت و حیات و به پدر خود و پدر شما اسقلبیوس سوگند می‌دهم و من در تراجم کتاب عهود چنین یافتم. 
جالینوس در تفسیر خود بر این کتاب که به ما رسیده‚ دو قول از داستان اسقلبیوس نقل کرده‚ نخستین آن‌ها لغز است و دوم طبیعی است‚ به روایتی دیگر، اسقلبیوس شاگرد هرمس مصری و مسکن او سرزمین شام بود و جالینوس درکتابی که تألیف کرده‚ گوید که خدا به اسقلبیاذس وحی فرستاد که اگر ترا فرشته بنامم خوشتر از آنست که انسان بخوانم؛ و بقراط در کتاب ایمان و عهد خویش، آورده که این اسم (یعنی اسقلبیادس)‚ در زبان یونانیان مشتق از بهاء و نور است و طب، صناعت اسقلبیوس است و او دوست نمی‌داشت کسی به علم طب روی آرد مگر آنکه همانند وی دارای طهارت و عفاف و تقوی باشد و نمی‌خواست که بدطینتان را تعلیم دهد و دوست داشت که به اشراف و متألهین یعنی عارفین به خدای علم آموزد‚ و بقراط در این کتاب گوید:
اسقلبیوس بر ستونی از نور به هوا برشد. افلاطون در کتاب خود معروف به نوامیس آرد که روزی
مردی مالی را پنهان کرد و نزد اسقلبیوس رفت و گفت:
یا نورالالباب! مالی از من ضایع شد آن را برای من بجوی. اسقلبیوس با اوبمنزل وی شد و مال را بدو بنمود و گفت: کسی را که نعمتهای خدا را به سخره گیرد سزاوار است که حق تعالی آن‌ها را از او بازستاند و بزودی این مال از دست تو بشود و بازنگردد و چنان شد که او گفت؛ و بقراط گفته که عصای اسقلبیوس از خطمی بود و به گرد آن ماری نقش کرده بودند. جالینوس گوید که اسقلبیوس عصای خویش را از خطمی برگزید جهت مراعات اعتدال‚ چه خطمی در گرمی و سردی معتدل است و اسقلبیوس در امور خویش میانه می‌رفت و دیده نشد که وی عصایی جز از درختی معتدل بکار برد‚ و در گرد آن ماری حک کرده بود چه عمر مار از همه حیوانات بیشتر است‚ پس آن را نماد دانشی قرار داد که کهنه و فرسوده
نگردد.
اسقلبیوس به استشهاد همگان نخستین کسی است که طب را استخراج و استنباط کرده و گفته‌اند طب بر سبیل وحی بدو رسیده اما درباب حصر زمان او و زمان کسانی که پس از وی آمده‌اند گویند که بین او و جالینوس بیش از پنج هزار سال است و این دلالت می‌کند بر اینکه وی پیش از طوفان بوده‌است و هرچه که قبل از طوفان بوده‚ حقیقت آن شناخته نیست زیرا شاهدی از آن خبر نداده و کسانی که مدعی نسبت به اسقلبیوس شده‌اند‚ چنان‌که گویند بقراط از نسل اوست‚ کلامی است نادرست؛ زیرا اجماع جمهور آن است که نسل آدم منقطع شد مگر از فرزندان سه‌گانه نوح که سام و حام و یافث باشند‚ پس اتصال نسبی به اسقلبیوس اول صحیح نیست.
مورخ دیگری گوید اول کسی که طب را آشکار کرد‚ تا آنجا که از کتب مکتوبه و احادیث مشهوره از علماء معتمد به ما رسیده‚ اسقلبیوس اول است‚ او کسی است که طب را به تجربه استخراج کرد و از اسقلبیوس به جالینوس خاتم اطباء هشتگانه رسید و آنان عبارت‌اند از:

اسقلبیوس اول و غورس و مینس و برمانیدس و افلاطون طبیب و اسقلبیوس دوم و بقراط دوم و جالینوس‚ و مدت مابین ظهور نخستین و وفات آخرین ایشان پنج هزار و پانصد و شصت سال است که از آن جمله فترت‌های بین وفات هر یک از این اطباء هشتگانه و ظهور دیگری چهار هزار و هشتصد و هشتاد و نه سال کشید و از این مدت‚ از وقت وفات اسقلبیوس اول تا ظهور غورس هشتصد و پنجاه و شش سال بود و از گاه مرگ غورس تا ظهور مینس پانصد و شصت سال و از زمان فوت مینس تا ظهور برمانیدس هفتصد و پانزده سال و از هنگام وفات برمانیدس تا ظهور افلاطون هفتصد و سی و پنج سال و از گاه مرگ افلاطون تا ظهور اسقلبیوس دوم هزار و چهارصد و بیست سال و از وفات اسقلبیوس دوم تا ظهور بقراط شصت سال و از مرگ بقراط تا ظهور جالینوس ششصد و شصت و پنج سال بود؛ و مدت زندگانی اطباء هشتگانه از هنگام تولد هر یک تا وفات وی جمعاً ششصد و سیزده سال است از این قرار:
اسقلبیوس اول دوره صباوت و جوانی او نود سال طول کشید پیش از آنکه قوه الهیه بر روی او گشوده شود و مدت پنجاه سال هم عالم و چهل سال معلم بود… اسقلبیوس دوم مدت صد و ده سال در صباوت و پانزده سال در تعلم گذرانید و نود سال عالم معلم بود… و هر یک ازاین اطباء بزرگ را استادانی بود که بدیشان صناعت طب می‌آموختند و ایشان خود فرزندان و شاگردانی از منسوبین خویش به جای گذاشتند زیرا در بین ایشان عهدها و میثاق‌ها بود که به رسم اسقلبیوس اول این صناعت را به بیگانه نیاموزند و از شاگردان اسقلبیوس، از فرزندان و خویشاوندان، شش تن باشند و آنان ماغینوس و سقراطون و اخروسیوس طبیب و مهراریس و موریذوس و میساوس نام دارند که هریک از آن‌ها رأی استاد خود اسقلبیوس را که رای تجربه بود (چه طب او را از راه تجربه حاصل شد) از آن خود کردند.

## چهره و عصای او
جالینوس گوید صورت اسقلبیوس که در هیاکل یونان بود مردی را نشان می‌داد‚ با ریشی که به موی انبوه  مزین بود وگوید چون در آن تأمل کردم او را قائم و مهیا و جامه فراهم آورده یافتم‚ و این شکل دلالت بر آن دارد که اطباء را سزاوار است که درجمیع اوقات به فلسفه بپردازند؛ و هم جالینوس گوید که در آن صورت اعضائی که کشف آن‌ها پسندیده نیست مستور مانده بود و اعضایی که در استعمال صناعت به کار است برهنه و مکشوف؛ و عصائی کژ از درخت خطمی در دست داشت و این دلالت کند بر آنکه کسی که به صناعت طب اشتغال ورزد به مرحله‌ای از سن رسیده باشد که محتاج به عصا بود و بر آن تکیه کند و نیز مقصود از عصا آن است که مردم را از خواب غفلت بیدار کند و اما ساختن عصا از خطمی از آنست که خطمی هر مرضی را طرد کند و براند.
بر عصای مزبور تصویر حیوانی طویل العمر کرده‌اند که برگرد آن پیچیده و آن اژدهاست و این حیوان به اسقلبیوس از جهات بسیار شباهت دارد: نخست آنکه او جانوری است تیزبین و همیشه بیدار و نباید خواب، مردی را که قصد تعلم صناعت طب دارد از اشتغال بدان بازدارد‚ و طبیب باید در غایت ذکاوت باشد تا بتواند بدانچه که حادث خواهد شد انذار کند و گویند مار طویل العمر است چندان که حیات وی را با طول روزگار برابر دانند و کسانی که به صناعت طب اشتغال دارند می‌توانند عمر خویش را طولانی کنند و هم گوید چون تصویر اسقلبیوس بکشیدند بر سر او تاجی از درخت غار نهادند زیرا این درخت حزن را بیرون کند؛ و به همین جهت اطباء باید غم و اندوه را از خویش دور کنند‚ چه اسقلبیوس مکلل به تاجی غمزدا بود و نیز درخت مزبور دارای نیروئی است که امراض را شفا بخشد و به همین سبب هر جا این درخت باشد حشرات و حیوانات سمی از آنجا بگریزند.

## نماد
امروزه عصای اسقلبیوس که به دور آن ماری پیچیده شده‌است، یکی از نمادهای پزشکی و داروسازی می‌باشد. داستان‌های مختلفی حول این عصا و مار ذکر شده‌است که یکی از آن‌ها این است که زمانی که اسقلبیوس مشغول معالجهٔ فردی بود که زئوس او را صاعقه زده بود ماری وارد اتاق شد و او مار را با عصایش کشت، سپس مار دومی به درون اتاق آمد و گیاهی را در درون دهان مار اول نهاد و بدین ترتیب مار زنده شد. اسقلبیوس از همان گیاه برای معالجهٔ آن فرد استفاده کرد.

## جستار پیوسته
- جالینوس